# Тарабай
Тарабай (1675—1761) — жена правителя государства маратхов Раджарама, ставшая правительницей маратхов после его смерти.

## Биография
Тарабай была дочерью известного маратхского полководца Хамбирао Мохите и племянницей Сойрабай — второй жены основателя маратхского государства Шиваджи. Она была выдана замуж за сына Шиваджи и Сойрабай — Раджарама.
Когда в 1700 году Раджарам скончался от болезни, то образовалась ситуация безвластья: в ходе войны с моголами в 1689 году пала крепость Райгад, и Шахуджи (сын правившего тогда маратхами Самбхаджи) попал в плен к моголам. Когда умер и Раджарам, ставший править маратхами после казни моголами его старшего брата, то никого из совершеннолетних наследников мужского пола на свободе не было, и Тарабай объявила себя правительницей от имени своего малолетнего сына Шиваджи II.
Тарабай предложила Великому Моголу Аурангзебу условия, на которых соглашалась окончить с ним войну. Несмотря на то, что кампания в Западных Гхатах и многолетняя осада Джинджи пробили большую брешь в имперской казне, а осада новой столицы маратхов — крепости Сатара — стоила тысяч жизней (только в одном неудачном подкопе погибло 2 тысячи солдат), Аурангзеб отклонил предложение.
Тогда в 1705 году Тарабай перенесла войну на территорию противника, лично возглавив армию. Маратхи основали укреплённые базы на территории Моголов, и стали собирать на жизненно важных торговых путях региона свой налог — «маратхскую четвертину». К тому времени многим было уже ясно, что Аурангзебу осталось жить недолго, а после его смерти наверняка наступит кризис престолонаследия, и покровительство находящихся рядом маратхов многим казалось более выгодным, чем авторитет распадающейся империи.
В 1707 году Аурангзеб умер. Унаследовавший трон Бахадур Шах I освободил Шахуджи, и тот предъявил свои права на маратхский престол, в результате чего неоконченная война между моголами и маратхами стала трёхсторонней. В итоге Шахуджи победил: в 1709 году он захватил столицу маратхов город Сатара, а Тарабай с сыном изгнал в Колхапур. Так оформились две династические линии рода Бхонсле — в Сатаре и в Колхапуре. Разделение двух княжеств было закреплено договором в Варне, подписанным в 1731 году.
Несмотря на то, что теперь её (и сына) власть распространялась лишь на княжество Колхапур, Тарабай продолжала играть важную роль среди маратхов, и когда в 1749 году Шахуджи скончался, она отказалась признать его приёмного сына Раджарама II в качестве повелителя всех маратхов, придав тем самым легитимность соперничающим с ним фракциям.